# Lawnmower Deth
A Lawnmower Deth thrash metal együttes.

## Története
1987-ben alakultak meg Ravenshead faluban, "Scrawm" néven. Chris Flint dobos, Pete Lee énekes, Steve Nesfield gitáros, Chris Parkes basszusgitáros és Gavin O'Malley gitáros alapították, akik különféle művészneveket vettek fel. A metal rajongók között kultikus státuszt értek el humoruk miatt, amelyben főleg más thrash metal együtteseket parodizálnak. De feldolgozták már többek között a Fleetwood Mac "The Chain", a Motörhead saját magáról elnevezett dalát, és Kim Wilde "Kids in America" című számát is, a tőlük megszokott vicces módon. Három stúdióalbumot dobtak piacra. Az utolsó nagylemezükön elmozdultak a Green Day-féle pop-punk irányzatra, amely miatt a rajongók és a kritikusok egyaránt elfordultak a zenekartól. Ezt az együttes tagjai azzal indokolták, hogy "ki szerettek volna próbálni valami újat". Ugyanebben az évben népszerűségük csökkenése miatt kénytelenek voltak feloszlani. 2008-ban azonban újraalakultak, első (új) koncertjüket a Bullet For My Valentine-nal tartották, a londoni Alexandra Palace-ben.
A Lawnmower Deth lemezeit az Earache Records kiadó jelenteti meg. Szövegeik témái: humor, politika, fűnyírók, halál.

## Tagok
- Pete Lee - ének
- Steve Nesfield - gitár
- Gavin Paddy O'Malley - gitár
- Chris Parkes - basszusgitár
- Chris Flint - dobok

## Diszkográfia

### Stúdióalbumok
- Ooh Crikey It's...Lawnmower Deth (1990)
- Return of the Famous Metal Bozo Clowns (1992)
- Billy (1993)
- Blunt Cutters (2022)[1]

### Demók
- It's a Lot Less Beer than a Hower (1987)
- Mowder (1988)
- Split lemezek
- Mower Liberation Front (split lemez a Metal Duck-kal, 1989)